# Katedrala u Maldonadu
Katedrala sv. Ferdinanda (špa. Catedral de San Fernando de Maldonado) je stolna crkva Biskupije Maldonado-Punta del Este Katoličke Crkve u Urugvaju.
Smještena je u gradu Maldonadu, sjedištu istoimenog departmana. Izgrađena je u vrijeme španjolske kolonizacije Južne Amerike u neoklasicističkom stilu.
Iako je izgradnja započela 1801., zbog Britanske invazije na Rio de la Platu nastavak gradnje je bio odgođen sve do početka 1890-ih.
Blagoslovljena je 1895. godine, a blagoslov je izrekao tadašnji nadbiskup Montevidea Mariano Soler. Posvećena je Svetom Ferdinandu, zaštitniku inženjera.

## Vanjske poveznice
- Biskupija Maldonado-Punta del Este (službena mrežna mjesta)  Arhivirana inačica izvorne stranice od 30. ožujka 2016. (Wayback Machine) (šp.)

|  | Zajednički poslužitelj ima još gradiva o temi Katedrala u Maldonadu |